# Мінаєв Борис Пилипович
Мінаєв Борис Пилипович (21 вересня 1943, Свердловськ) — український хімік, фізико-хімік, доктор хімічних наук (1984 р.), професор (1986 р.), соросівський професор (1997 р.), професор кафедри хімії та наноматеріалознавства Черкаського національного університету ім. Богдана Хмельницького, заслужений діяч науки і техніки України, нагороджений орденом «За заслуги» ІІІ ступеня.

## Біографія
- 1967 — закінчив Томський державний університет за спеціальністю «Фізика»;
- 1984 — захистив дисертацію на здобуття наукового ступеня доктора хімічних наук в Ордена Леніна Інституті хімічної фізики АН СРСР, Москва за спеціальністю «Фізична хімія»;
- 1986 — отримав вчене звання професора кафедри квантової хімії в Карагандинському державному університеті ВАК при Раді Міністрів СРСР;
- 1989—2007 — працював у Черкаському державному технологічному університеті;
- 2007 — 2021 — завідувач кафедри хімії та наноматеріалознавства ЧНУ ім. Б. Хмельницького;
- 2021 — дотепер — професор кафедри хімії та наноматеріалознавства ЧНУ ім. Б. Хмельницького.

## Наукові інтереси
Галузь наукової роботи: фізична хімія. Ефекти спін-орбітальної взаємодії у молекулах та її вплив на спектри, фотохімію, люмінесценцію та хімічні властивості молекул. Одним із напрямків наукової діяльності є розробка сенсибілізуючих барвників для сонячних батарей третього покоління і світловипромінюючих діодів.

## Наукові досягнення
Автор теорії спін-каталізу та її використання для гомогенного, гетерогенного та ферментативного спін-каталізу.

## Наукова діяльність
За рішенням експертної ради ВАК Мінаєв Б. П. одержав дозвіл на захист без написання дисертації і отримав науковий ступінь доктора хімічних наук у квітні 1984 р. після захисту в Інституті хімічної фізики ім. М. М. Семенова АН у Москві. Доктор хімічних наук; 02.00.04 Фізична хімія (1984 р.), професор (1986 р.), Соросівський професор (1997 р.).
Автор близько 580 статей у фахових світових журналах у сфері квантової хімії та 3 монографії:
- «Теория электронного строения молекул» (1988),
- «Квантовая химия алкалоидов» (1986),
- «Оптические и магнитные свойства триплетного состояния» (1983).

Мінаєв Б. П. щорічно запрошується за кордон: (Швеція, Казахстан, Росія) для читання лекцій студентам, магістрантам та аспірантам вищих навчальних закладів.
Керівник наукового гранту INTAS (1993—1996), спільного українсько-американського гранту CRDF (UKC1-2819-СК-06) «Теоретичне дослідження нових смуг в молекулі кисню і процесів, індукованих зіткненням у нічному світінні атмосфери» (2006—2008), керівник спільного україно-румунського гранту «Design of novel sensitizing dyes for nanocrystalline TiO2 solar cells on the basis of their electronic structure calculations» (2008—2009), шведсько-українського гранту Visby «Theoretical design of solar cell dyes» (2008—2011), лауреат світової премії «World Lifetime Achievement Award ABI-USA-1999», Соросівський професор (1997).
Мінаєв Б. П. входить до сотні найкращих науковців України за рейтингом бібліотеки ім. Вернадського (займає 34 позицію).
За даними інформаційно-пошукової системи SCOPUS Мінаєв Б. П. має індекс Гірша h рівний 42 (станом на 01.2022).
За щорічним рейтингом викладачів Черкаського національного університету постійно займає місце у трійці найкращих.
Під керівництвом Мінаєва Бориса Пилиповича виконано та захищено 13 дисертаційних робіт на здобуття наукового ступеня кандидата хімічних наук та 4 дисертаційних роботи на здобуття наукових ступенів доктора хімічних наук (3) та доктора фізико-математичних наук (1).
Нагороджений медаллю Міністерства освіти і науки Республіки Казахстан «25 років Центрально-Казахстанському відділенню Національної академії наук Республіки Казахстан» за великий внесок у розвиток хімічної науки республіки (2010).
Учасник багатьох міжнародних конференцій (Швеція, Японія, Фінляндія, США, Іспанія, Китай, Польща та ін.). У 1999 р. організував та провів міжнародну конференцію в м. Торунь (Польща) в рамках програми REHE Європейського Союзу, а також організовував міжнародні конференції в м. Черкаси (2010 р.), м. Лінчепінг (1997 р.) та м. Стокгольм (2003 р.).
Член Американської Асоціації сприяння розвитку науки; член Американської Національної Географічної спілки.

## Нагороди
- Заслужений діяч науки і техніки України (указ президента України № 845/2011 від 23.08.2011 р.)
- Орден «За заслуги» ІІІ ступеня (22.01.2022)[2].